# Трагічне
Трагічне — естетична категорія, яка характеризує ту грань освоєння світу, що викликається сприйняттям глибоких страждань і навіть загибелі людей, котрі втілюють у собі суспільний естетичний ідеал.
Трагічне тісно пов'язане з величним, оскільки виявляє гідність і велич людини, здатної до самопожертви (Яків у романі «Чого не гоїть вогонь» Уласа Самчука, Калнишевський у романі «Журавлиний крик» Роман Іваничука).
Трагічне становить основу жанрових різновидів трагедії. Трагічні ситуації і колізії художньо досліджуються і в епічних творах («Людина і зброя» Олеся Гончара, трилогія «Озі» Уласа Самчука). Трагічним пафосом пройнято чимало ліричних творів Євгена Маланюка, Євгена Плужника, поетів «розстріляного відродження», шістдесятників-дисидентів. Трагічне по-своєму виявлялося у вершинних творах класицизму, романтизму, реалізму, екзистенціалізму.